# Лимнологическая катастрофа на озере Ньос

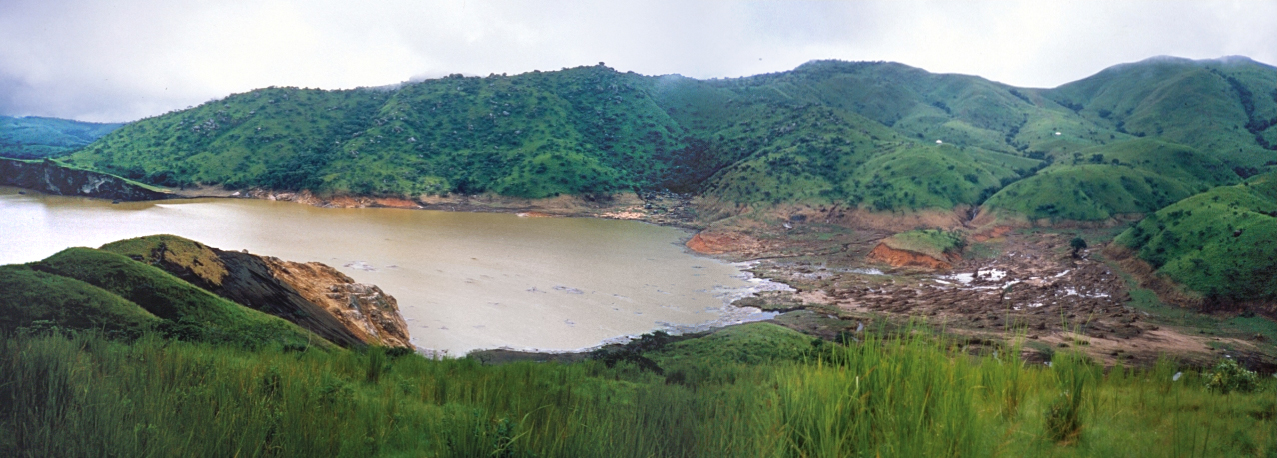
Озеро Ньос через 8 дней после катастрофы

Механизм лимнологической катастрофы

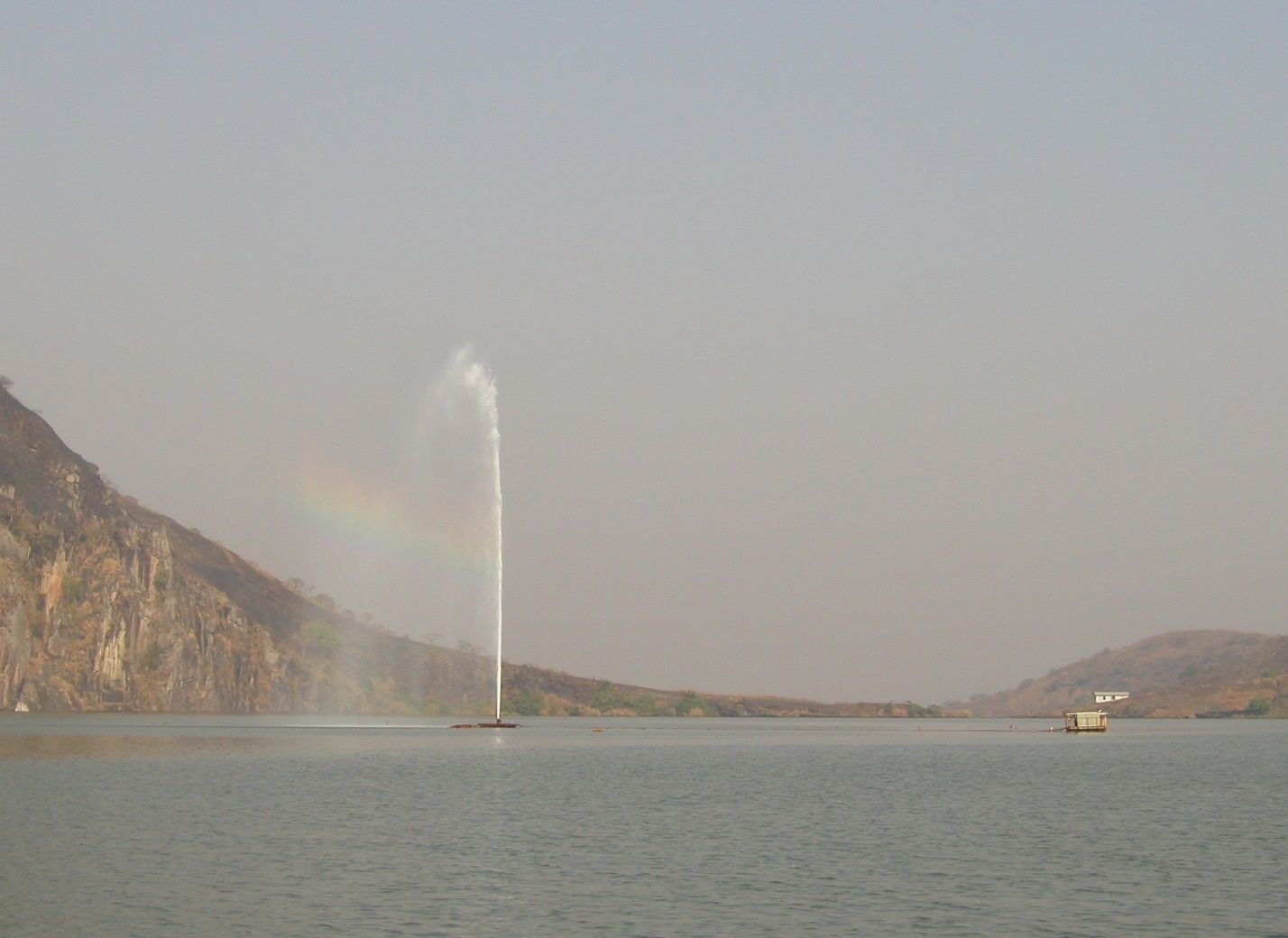
Дегазация озера Ньос

Лимнологическая катастрофа на озере Ньос — произошедший 21 августа 1986 года внезапный выброс большого объёма растворённого углекислого газа из водоёма.
Ньос — вулканическое озеро, расположенное в вулканическом поле Оку на территории Северо-Западного региона Камеруна на высоте 1091 метра над уровнем моря. Магма, залегающая под озером на глубине около 80 км, выделяет углекислый газ. Высокое давление и низкая температура воды на дне озера способствуют растворению в ней углекислого газа, который в отсутствие этих факторов поднимается на поверхность.
15 августа 1984 года на озере Манун, находящемся менее чем в 100 км от озера Ньос, произошло лимнологическое извержение. Тогда из вод озера было освобождено большое количество углекислого газа, который, будучи тяжелее воздуха, осел вокруг озера. Жертвами катастрофы от удушья стали несколько десятков человек. Озера Манун и Ньос очень похожи по строению и химическому составу, но несмотря на предупреждения, меры защиты не предпринимались.
Через два года, выброс огромных (по средним оценкам, 100—300 тыс. тонн) объёмов диоксида углерода на озере Ньос продолжался несколько часов. Газ, растекаясь от озера по горному склону двумя мощными потоками, распространился на расстояние более 25 км, погубив многих людей и животных на своём пути. Погибло более 1700 человек и 3500 сельскохозяйственных животных. Также, со слов выживших во время событий, в воздухе стоял характерный запах тухлых яиц, и поэтому первоначально было предположено, что причиной гибели людей стал сероводород, так как этот газ в высоких концентрациях также вызывает быструю смерть. В отдалённых районах свидетели описывали галлюцинации у некоторых людей. У многих фиксировались сильный кашель и жгучие боли в глазах и носу.
Очевидцы описывали, что на поверхности озера образовался столб воды и пены высотой 100 м, породивший волну высотой около 25 м, которая достигла берега на скорости около 50 км/ч. После катастрофы уровень озера упал примерно на метр, а деревья на берегу были повалены. Обычно голубые воды озера окрасились в красный цвет, из-за того, что богатая железом вода из глубины поднялась на поверхность.
Причины произошедшей дегазации достоверно не установлены. Наиболее популярны две версии — извержение небольших подводных вулканов на дне маара либо внешнее воздействие — обвал, оползень, небольшие подземные толчки.
Масштаб события привел к большому количеству исследований и обсуждений о предотвращении повторений подобных катастроф. В 2001 году на озере Ньос была установлена первая постоянная дегазационная труба. В 2011 году были установлены две дополнительные трубы. Подобные меры, хоть и в меньшем масштабе, с 2003 года осуществляются и на озере Манун.
Исследования учёных показали, что подобная лимнологическая катастрофа вероятна на многих водоёмах, в том числе и на Чёрном море. Наибольшую опасность представляет озеро Киву на границе между Руандой и Демократической Республикой Конго. Нижние слои Киву насыщены углекислым газом и метаном. К тому же озеро намного превышает Ньос по объёму и находится в густонаселённом районе. Опасность грозит более двум миллионам жителей прилегающих к нему территорий.